# Touch (álbum de Late!)
Touch es el segundo álbum solista de Dave Grohl bajo el pseudónimo de Late!. Es la banda sonora de la película homónima de 1997.
Grohl interpreta todos los instrumentos en el álbum, salvo la voz del tema "Touch", que es realizada por la cantante Louise Post. El álbum fue compuesto en dos semanas e inmediatamente después Grohl se reunió con los demás miembros de Foo Fighters para grabar su siguiente disco. 

## Lista de canciones
1. Bill Hill Theme
2. August Murray Theme
3. How Do You Do?
4. Richie Baker's Miracle
5. Making Popcorn
6. Outrage
7. Saints In Love
8. Spinning Newspapers
9. Remission My Ass
10. Scene 6
11. This Loving Thing
12. Final Miracle
13. Touch

- Datos: Q6151135